# Petersberg-Aufgaben

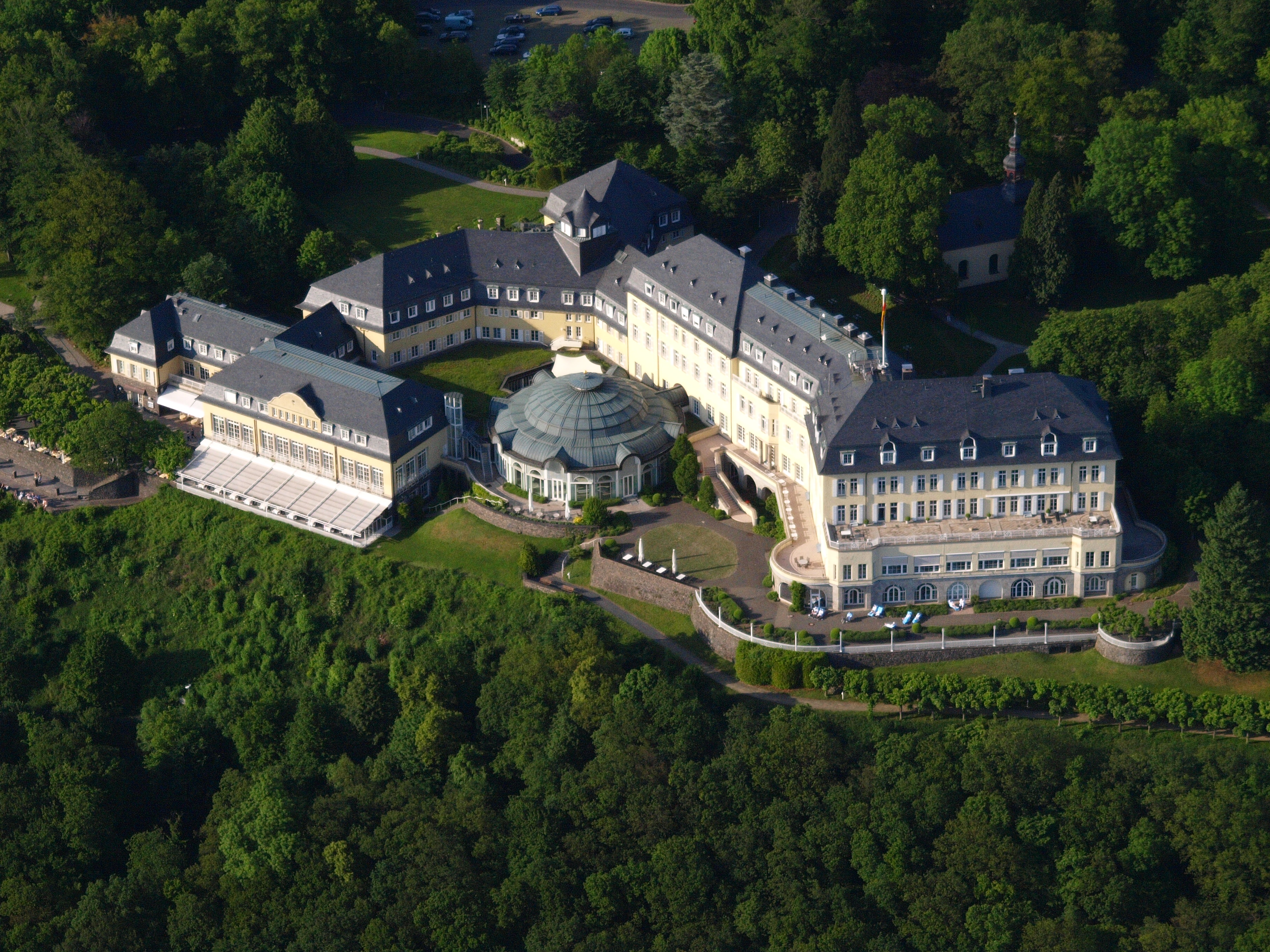
Hotel Petersberg.

Die Petersberg-Aufgaben wurden Ende Juni 1992 beim Gipfel des Ministerrats der Westeuropäischen Union (WEU) festgelegt. Sie sollten zunächst von der Verteidigungskomponente der WEU durchgeführt werden und umfassten 
1. humanitäre Aufgaben,
2. Rettungseinsätze,
3. friedenserhaltende Aufgaben sowie
4. Kampfeinsätze bei der Krisenbewältigung einschließlich friedensschaffender Maßnahmen (Vertrag von Amsterdam, Art. J.7, Ziff. 2).

Diese Aufgaben gingen später auf die Europäische Sicherheits- und Verteidigungspolitik der Europäischen Union über, ebenso wie die meisten Komponenten der WEU.
Benannt sind die Aufgaben nach dem Tagungsort, dem Gästehaus der Bundesrepublik Deutschland auf dem Petersberg.